# Gunnerales

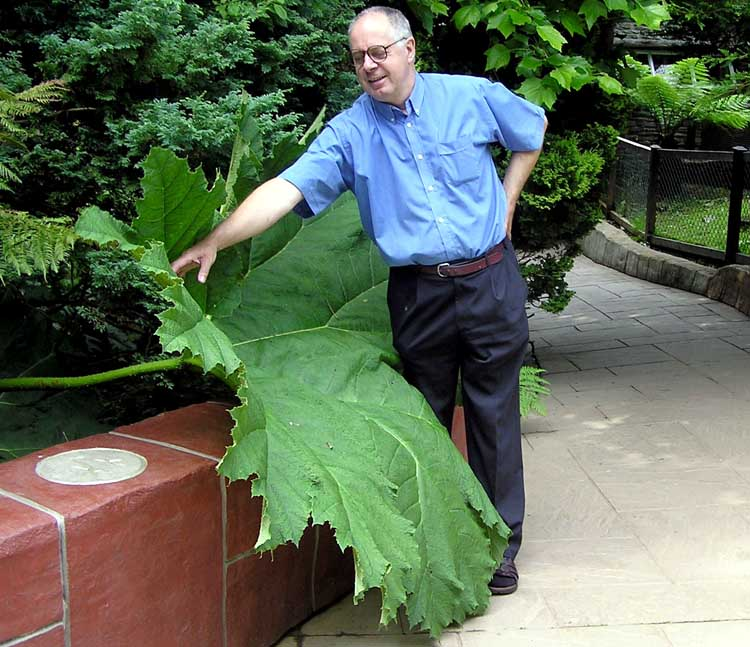
Folha de Gunnera manicata.

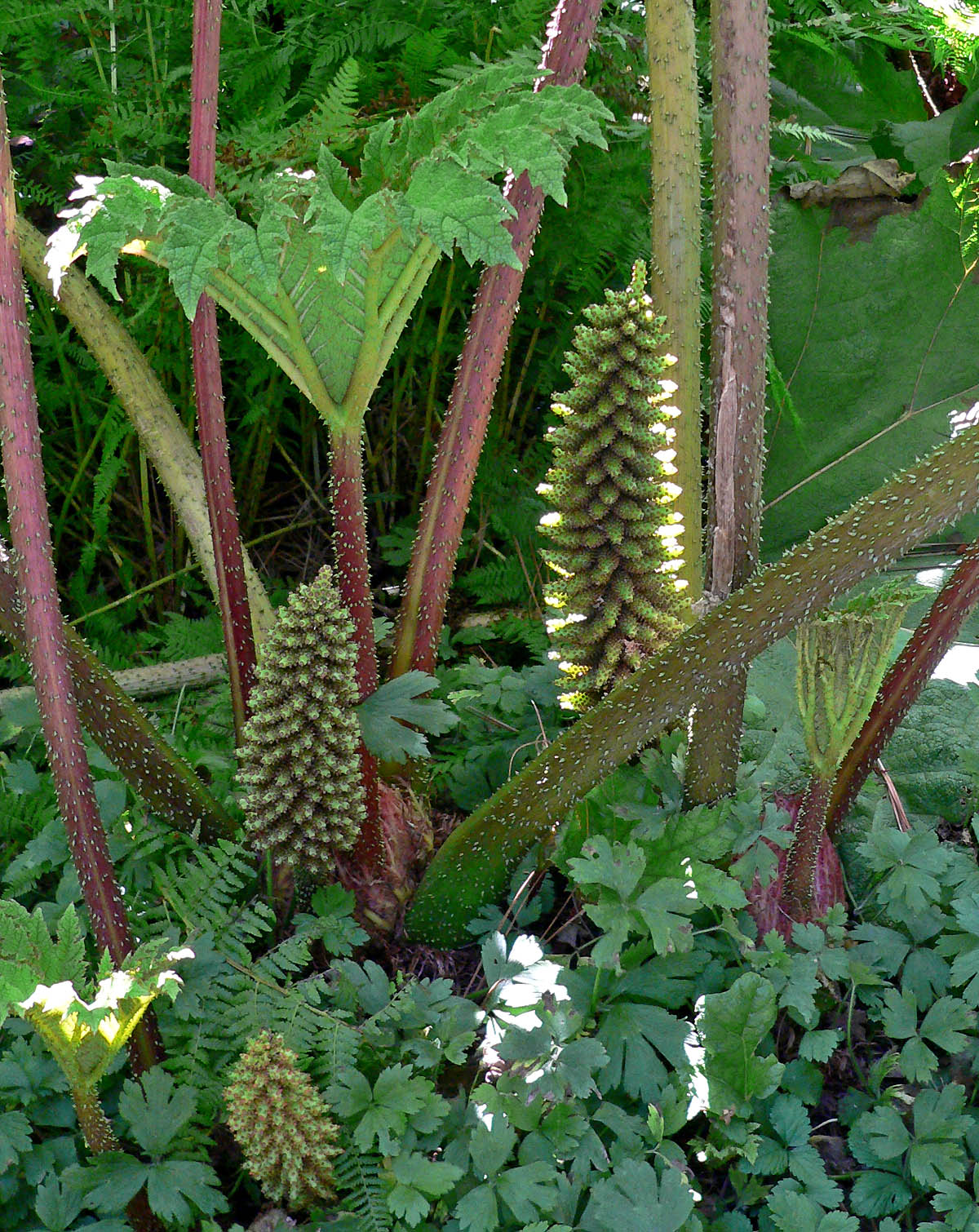
Gunnera tinctoria.

Gunnerales é um táxon de eudicotiledóneas, em geral considerado como tendo a categoria de ordem, que nos sistemas de classificação de base filogenética, como o sistema APG (1998) e sistemas subsequentes (APG II de 2003, APG III de 2009 e APWeb) agrupa duas famílias monotípicas, as Gunneraceae, com o seu único género Gunnera, e as Myrothamnaceae, com o seu único género Myrothamnus.

## Descrição
Apesar das análises das sequências de ADN o confirmarem claramente, o agrupamento destas duas famílias foi inesperado, dado que morfologicamente são muito diferentes pelo que nunca tinham sido anteriormente consideradas como próximas. A primeira versão do sistema de classificação de Cronquist (1981 e 1988) bem como o sistema de Takhtajan (1997), consideravam as Gunneraceae como rosídeas e as Myrothamnaceae como pertencentes ao grupo das Hamamelidae. Nesses sistemas, as Gunnerales são consideradas uma ordem da divisão Magnoliophyta, classe Magnoliopsida.
Os sistemas de nomenclatura filogenética mais recentes (APG III e APWeb) consideram que as Gunnerales representam o primeiro agrupamento que se diferenciou do que antes se denominava "núcleo das eudicotiledóneas" (ou "eudicotiledóneas nucleares", em inglês:  "core eudicots"), designadas por Gunneridae no sistema APG III.
As duas famílias contêm ácido elágico, células crivosas do floema dotadas de plastídeos com cristalóides proteicos e amido, a medula com diagramas esclerenquimatosos e as folhas com margens dentados e venação secundária palmada. Em ambas as famílias as plantas são dioicas, de flores pequenas e sem perianto, e o estigma é pelo menos debilmente secretor.
Os caracteres que as Gunnerales partilham com as Eudicotyledoneae, ou seja com o núcleo das eudicotiledóneas, são: (1) a presença de cianogénese via fenilalanina; (2) e existência das vias metabólicas da isoleucina ou valina; (3) a presença da sequência de ADN PI-dB motif; e (4) ser comum uma pequena deleção na sequência de ADN ribossómico 18S.
Os caracteres que partilham com o núcleo das eudicotiledóneas, e também com as Buxales e as Trochodendrales, são: (1) ausência de alcaloides benzilisoquinolínicos; (2) a presença de genes euAP3 + TM6 (duplicação do gene paleoAP3: classe B); e (3) a perda do gene mitocondrial rps2.

## Ecologia
Apesar de serm estreitamente aparentadas, as famílias Gunneraceae e Myrothamnaceae apresentam aspecto morfológico e enquadramento ecológico muito diferenciados: a primeira agrupa espécies herbáceas mesófilas, muitas vezes de tamanho gigante, especiamente nas estruturas foliares; a segunda inclui apenas uma espécie de arbusto reviviscente adaptado aos habitats áridos.
Na primeira daquelas famílias, estão presentes hidátodos bem desenvolvidos e secretam uma substância mucilaginosa de carácter quase resinoso. Na segunda, os hidátodos estão pobremente desenvolvidos e a planta secreta uma resina. As duas produzem flores sem perianto, mas os detalhes do pólen diferem marcadamente.

## Evolução, filogenia e taxonomia
Aparentemente na forma plesiomórfica (ancestral) o grupo apresentava algum tipo de perianto. A morfologia floral das Gunnerales está mais próxima das Buxales e afins, ou seja dos ramos mais antigos das eudicotiledóneas, que das ordens do agrupamento das eudicotiledóneas nucleares.
Apesar dessas diferenças, contudo, no que concerne à fitoquímica estas plantas são similares às eudicotiledóneas nucleares, tendo, por exemplo, ácido elágico,) o gene euAP3 e em geral um perfil molecular que as liga muito estreitamente às eudicotiledóneas nucleares, embora deva ser tido em consideração que algumas duplicações de genes importantes ocorreram antes na ávore filogenética, ou seja, antes da separação do ramo que deu origem ao agrupamento Trochodendrales, Assi, as flores das Gunnerales não podem ser consideradas como directamente relacionadas com as flores pentámeras do núcleo das eudicotiledóneas, já que a sua morfologia floral foi moldeada pelas exigências da polinização anemófila. Wanntorp y Ronse De Craene (2005) também remarcam que nesta ordem podem ser considerados 3 verticilos florais sucessivos opostos entre si, carácter atribuído às Ranunculales, Berberidaceae, Sabiales e outros clados de eudicotiledóneas basais.

### Evolução
As Gunnerales e todos os seus parentes próximos extintos desde a sua divergência do resto das eudicotiledóneas (o grupo troncal Gunnerales) datam de há 115 a 112 milhões de anos.
O clado que inclui as Gunnerales e o resto do núcleo das eudicotiledóneas (o grupo coroa Gunnerales) tem 90-55 milhões de anos de idade. A idade do grupo troncal pode ser de 114,4 ou 115,1 milhões de anos. A idade do grupo coroa Gunnerales pode ser de 132 a 119 (ou mesmo até 89) milhões de anos.

### Filogenia
A actual circunscrição do clado Gunnerales está fortemente apoiada pelos resultados das análises moleculares de sequências de ADN. Nos primeiros resultados analíticos, a família Gunneraceae aparecia como um clado de ramificação precoce dentro do núcleo das eudicotiledóneas, mas a sua posição exacta dentro do agrupamento era pouco clara.
Posteriormente, o posicionamento da nova ordem como clado irmão das restantes eudicotiledóneas nucleares obteve elevado consenso, embora inicialmente apenas fosse incluída a família Gunneraceae na análise. Uma análise de 4 genes forneceu um alto consenso para esta solução.
Não existem certezas sobre a presença nesta ordem dos genes rps2 e rps11. O gene rps2 está ausente em Buxales e em Trochodendrales, e o rps11 está ausente em Buxales). Provavelmente foram perdidos apenas um pouco antes da ramificação, como aconteceu com a capacidade de produzir alcaloides benzil-isoquinolínicos.

### Taxonomia
O agrupamento Gunnerales inclui duas famílias, dois géneros e cerca de 45 espécies, com a seguinte distribuição:
- Gunneraceae, 1 género: Gunnera.
- Myrothamnaceae, 1 género: Myrothamnus.

O sistema de classificação APG II deixou como optativa a colocação de Myrothamnaceae como parte das Gunneraceae, já que ambas eram famílias pequenas e monogenéricas, mas o seu sucessor, o sistema APG III (2009) depois o APWeb consideram mais adequado a sua manutenção como entidades taxonómicas separadas devido à sua diferenciação morfológica.
No sistema APG (1998), as famílias não foram atribuídas a uma ordem específica, mas no sistema de classificação que o sucedeu, o APG II (2003), foi reconhecida finalmente uma ordem Gunnerales inserida no núcleo das eudicotiledóneas, onde assumia o papel de ordem basal, mas nem sempre houve consenso em torno desta estruturação. Como as famílias integradas nas Gunnerales mantém muitos caracteres plesiomórficos (ancestrais), no sistema APWeb optou-se por deixar a ordem fora do núcleo das eudicotiledóneas (isto é das eudicotiledóneas nucleares), como clado irmão daquele agrupamento. Posteriormente, o sistemas APG III (2009) confirmou a inserção no núcleo das eudicotiledóneas, e em consequência atribuiu a esse grande agrupamento o nome de Gunneridae. O sistema APWeb finalmente consensualizou a taxonomia com a do APG III  e também as inseriu dentro do núcleo das eudicotiledóneas, actualmente também designadas por Gunneridea no contexto do APWeb.
Um sistema mais antigo, o sistema de classificação de Cronquist, de base morfológica, considerava a família Gunneraceae como pertencentes à ordem Haloragales, da subclasse das rosídeas, e a família Myrothamnaceae como parte da ordem Hamamelidales, da subclasse Hamamelidae.
A sinonímia é relativamente simples, dada a exiguidade das famílias, considerando-se que na sua actual circunscrição, o agrupamento integra as Myrothamnanae Takhtajan e as Myrothamnales Reveal.